# Macropinosome
Les macropinosomes sont un type de compartiment cellulaire qui se forme à la suite de la macropinocytose.

## Fonction
Les macropinosomes servent principalement à la capture de soluté du liquide extracellulaire,. Une fois à l'intérieur de la cellule, les macropinosomes subissent un processus de maturation caractérisé par l'accumulation des protéines Rab5, puis Rab7 progressant au travers la voie endocytique, jusqu'à ce qu'elles fusionnent avec les lysosomes où le contenu des macropinosomes est dégradé.

## Régulation
Il a été prouvé que l'activation de l'enzyme PI3K et de la Phosphoinositide phospholipase C jouaient un rôle lors de la formation de macropinosome dans les fibroblastes. Les membres de la famille des SNX sont impliqués dans la formation et la maturation des macropinosomes. De plus, l'AMP cyclique stimule l'exocytose des macropinosomes.

## Rôle dans lapathogenèse
Le processus de macropinocytose n'étant pas spécifique, de nombreux pathogènes profitent des macropinosomes afin d'infecter leurs cellules cibles. Un exemple est le virus Ebola, responsable de la maladie éponyme, qui stimule la formation de macropinosomes lors de la liaison à la surface de la cellule cible. Les shiga-toxines produites par E. coli entérohémorragique se sont révélées capables d'entrer dans les cellules cibles via la macropinocytose, entrainant des complications gastro-intestinales. Il a été prouvé que d'autres agents pathogènes emploient ce mécanisme comme le virus HHV8 et la bactérie Salmonella,.